# Bredabus 5001
L'autocar Bredabus 5001 est un véhicule de transport de personnes destiné à un service de ligne régionale, tourisme et grand tourisme fabriqué de 1990 à 1994. Il remplace l'autocar INBUS I.330.

## Histoire
En 1975, les constructeurs d'autobus De Simon Bus de Osoppo dans la province d'Udine dans le Nord-Est de l'Italie, la division autobus de Breda C.F. de Pistoia, la Carrozzeria Sicca de Vittorio Veneto, constructeur de châssis et de carrosseries d'autobus qui a inventé un nouveau type de châssis d'autobus de douze mètres novateur et surbaissé en structure treillis, avec le moteur placé en porte à faux à l'arrière, le Siccar 176L et Sofer SpA de Pouzzoles près de Naples, créent le consortium InBus - Industrie Autobus SpA. Après 12 ans de coopération, le consortium est dissout et les constructeurs Breda et De Simon Bus créent la marque Bredabus en 1987 avant que Breda C.F. ne rachète la Carrozzeria Menarini de Bologne et crée la société BredaMenarinibus en 1989.
Déjà en 1984, les membres du consortium INBUS voulant essayer de contrer la suprématie de l'autocar Fiat 370 qui, depuis son lancement en 1976, écrasait le marché et actualisé et renommé Iveco 370 en 1983, poursuivait son imposante carrière, la direction de Bredabus décida de renouveler l'expérience en lançant l'autocar Bredabus 5001 mais, contrairement à son prédécesseur qui n'était disponible qu'en une seule longueur standard de 12,0 mètres, est disponible en 9, 10 et 12 mètres.

## Caractéristiques techniques
L'autocar Bredabus 5001 est construit sur le même châssis en treillis breveté, Siccar 166, que son prédécesseur, l'INBUS I.330, mais reçoit une carrosserie entièrement nouvelle, de nouvelle conception et très élégante, signée du fameux cabinet de design Pininfarina. 
Comme ses prédécesseurs, il est équipé de moteurs Iveco :
- avec le moteur 6 cylindres en ligne Fiat type 8460.21X turbo de 9.500 cm3 développant 240 ch à 2.300 tr/min,

8210.02 de 13.798 cm3 développant 260 ch à 1.200 tr/min et l'énorme V8 IVECO type 8280.02
de 17.174 cm3 développant 352 ch. 

## Les différentes versions

### Bredabus 5001.9 Interurbain & GT
- Châssis : Siccar 161
- Motorisation : diesel 6 cylindres en ligne FIAT 8220.22 Turbo de 9.572 cm3, 260 ch DIN,

### Bredabus 5001.10 Interurbain & GT
- Châssis : Siccar 161
- Motorisation : diesel 6 cylindres en ligne FIAT 8220.22 Turbo de 9.572 cm3, 260 ch DIN,

### Bredabus 5001.12 Interurbain & GT
- Châssis : Siccar 166
- Motorisation diesel au choix : 
  - 6 cylindres en ligne FIAT 8210.22 Turbo de 13.978 cm3, 300 ch DIN,
  - 8 cylindres en V aspiré FIAT 8280.02 de 17.174 cm3, 352 ch,

## Utilisateurs
Durant la décennie 1990, l'autocar Bredabus 5001 a dû affronter l'énorme concurrence du très apprécié et réputé Iveco 370S et n'a connu qu'un très relatif succès commercial car, comme malheureusement tous les véhicules INBUS qui l'on précédé, ce modèle qui était construit sur les mêmes bases, a été pénalisé par l'extrême rigidité des châssis et des suspensions. On a dénombré plusieurs dizaines d'exemplaires dans les parcs des sociétés COTRAL de Rome et SITA Sud ainsi que dans quelques sociétés privées de transport.
Tous les exemplaires ont été radiés en fin d'année 2019.